# Ministerstwo Górnictwa
Ministerstwo Górnictwa (1976–1981) – polskie ministerstwo istniejące w latach 1976–1981, powołane w celu określania kierunków rozwoju przemysłu kopalnego. Minister był członkiem Rady Ministrów.

## Powołanie urzędu
Na podstawie ustawy z 1976 r. o utworzeniu urzędu Ministra Górnictwa ustanowiono nowy urząd w miejsce zniesionego urzędu Ministerstwa Górnictwa i Energetyki.

## Ministrowie
- Jan Kulpiński (1976–1977)
- Włodzimierz Lejczak (1977–1980)
- Mieczysław Glanowski (1980–1981)

## Zakres działania urzędu
Do zakresu działania urzędu należały sprawy:
- przemysłu węgla kamiennego,
- przemysłu naftowego, gazu ziemnego i przemysłu gazowniczego,
- produkcji maszyn, urządzeń i sprzętu górniczego i wiertniczego oraz materiałów podsadkowych potrzebnych do eksploatacji złóż węgla kamiennego,
- prac geologicznych,
- inwestycji i budownictwa górniczego w zakresie górnictwa węgla kamiennego.

## Zniesienie urzędu
Na podstawie ustawy z 1981 r. o utworzeniu urzędu Ministra Górnictwa i Energetyki zniesiono urząd Ministra Górnictwa.